# تشانغ هاو (لاعب كرة قدم)
تشانغ هاو هو لاعب كرة قدم صيني، ولد في 23 مايو 1994 في هيلونغجيانغ في الصين. لعب مع Shanghai Shenxin F.C. ‏.

## وصلات خارجية
- تشانغ هاو على موقع قاعدة بيانات كرة القدم.إي يو (الإنجليزية)
- تشانغ هاو على موقع Soccerway.com (الإنجليزية)